# Варминтинг
Варминтинг (от англ. varmint, варминт — характерный для востока США диалектный вариант слова англ. vermin — «вредное животное») — разновидность высокоточной стрельбы и спортивной охоты, стрельба на дальних и сверхдальних дистанциях, в основном по грызунам (суркам, крысам и другим мелким животным).

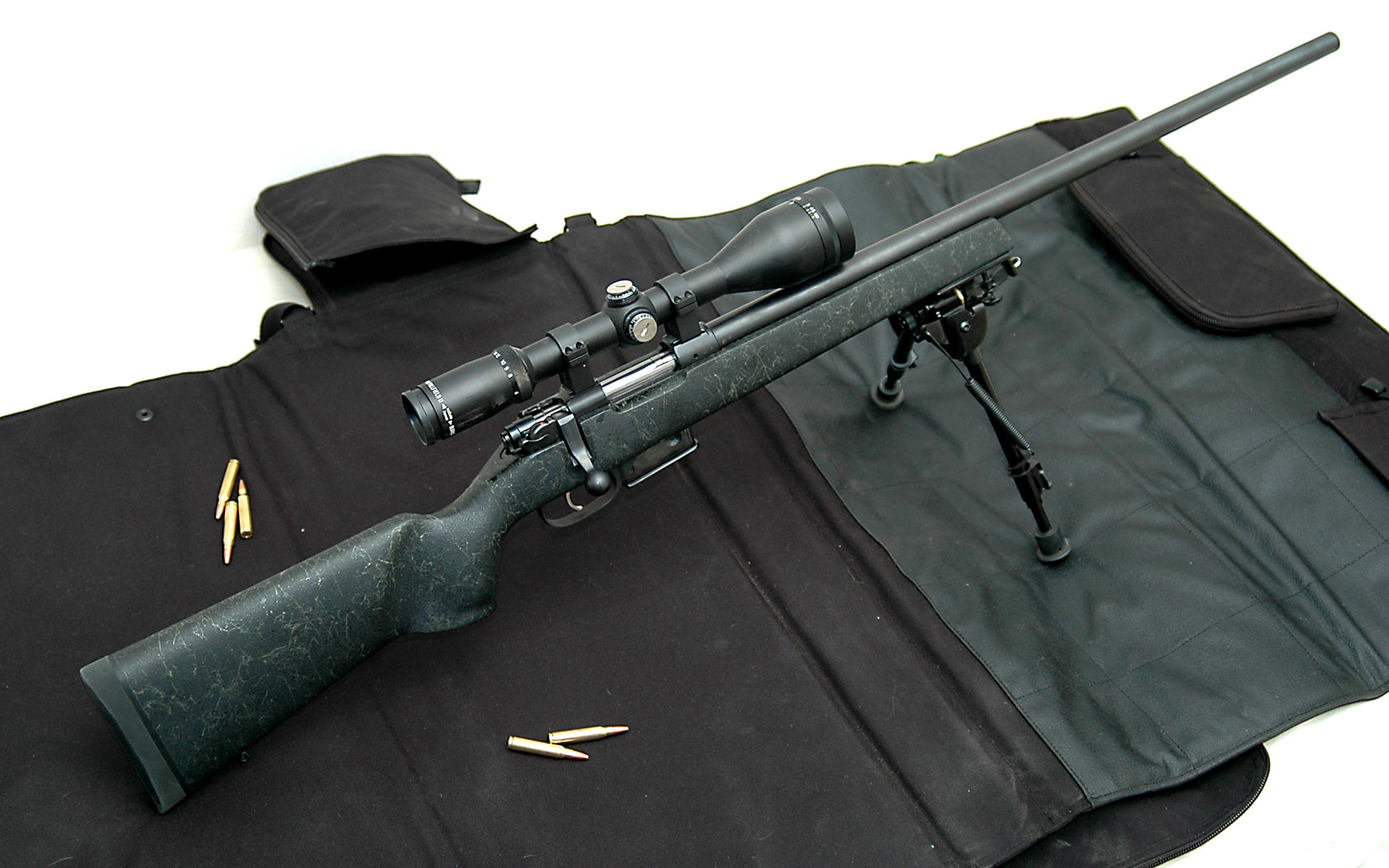
Винтовка для варминтинга калибра .223

Для варминтинга используется нарезное оружие специальных образцов, с утяжелённым стволом, снабжённое мощной оптикой десятикратного и более увеличения. Существует даже целый класс оружия для варминта — en:Varmint rifle — винтовка малого калибра, как правило, в районе 0,22" (5,6 мм), часто магазинная с ручным перезаряжанием или даже однозарядная, с тяжёлым стволом, сошками и мощной оптикой. Стрельба производится с упора (со штатива или подставки). Калибр оружия и патрон обычно подбирается такой, чтобы траектория пули была как можно более настильной; чаще всего используются боеприпасы .223 Remington, .223 WSSM, .243 Winchester, .300 Winchester Magnum и т. п., но не крупнее 7,62 мм.
В качестве мишеней в варминтинге могут использоваться и искусственные мишени, имитирующие силуэт сурков.

## История
Родиной варминтинга являются Соединённые Штаты Америки. Возникновение варминтинга связывают с кризисом начала 1930-х гг., когда бичом полей американских фермеров являлись луговые собачки (грызуны семейства беличьих, типичные представители животного мира прерий). Считая, что уменьшение численности грызунов увеличит урожаи сельскохозяйственных культур, американские фермеры начали их массовый отстрел. Из-за того, что при приближении человека ближе чем на 50 м животные прятались в норы, для их отстрела использовалось нарезное оружие. При отстреле не было важно качество трофея. Позднее отстрел грызунов стал разновидностью спортивной охоты.
Так, на сегодня в США при использовании нарезных карабинов и винтовок стрельба ведётся на дистанциях, нередко превышающих 1000 метров. Учитывая, что стрельба ведётся на такие дальние расстояния, в варминтинге играют роль и учитываются разные показатели (погодные условия, температура, высота над уровнем моря, скорость и направление ветра и т. д.).
В США объектами варминтинга являются:
- хищники: койоты, волки, лисицы, еноты и бродячие собаки, нападающие и убивающие животных на фермах;
- грызуны и зайцеобразные: крысы, луговые собачки, белки, сурки и кролики, наносящие вред сельскохозяйственным культурам на полях и в хранилищах;
- инвазивные виды: скворцы и другие птицы, которые могут вытеснить местные виды.

В России варминтинг получил применение при охоте на байбака (грызуна рода сурков, обитателя целинных степей Евразии). Важным отличием при охоте на сурка является чисто битый, качественный трофей.

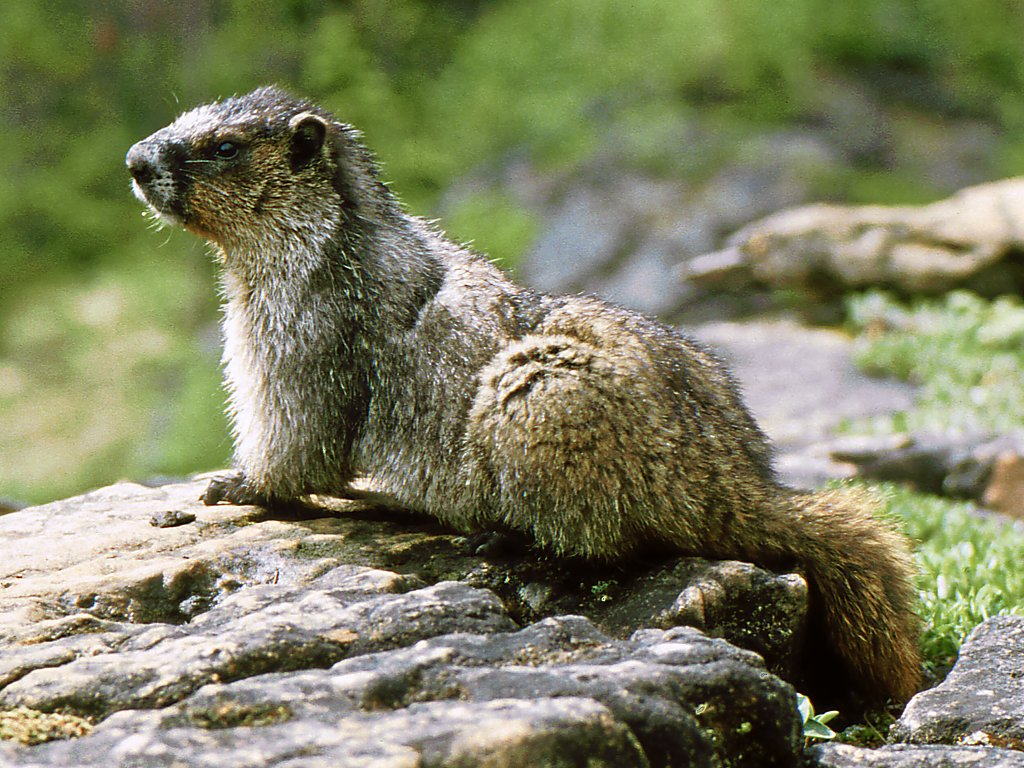
Американские сурки — популярный объект варминтинга

## Стрельба по сурку-байбаку
Выстрел производится на максимальном удалении от цели, которая должна быть относительно неподвижной. Манера сурка часами стоять «свечкой» у норы, обозревая окрестности, даёт возможность произвести прицельный выстрел, но только на предельной дистанции: сурок пуглив и в случае тревоги очень быстро скрывается в норе. Более того, зверёк чрезвычайно крепок на рану, то есть при поражении в любую часть тела, кроме головы (размером не более коньячного бокала), он успевает скрыться.